# CD Весов
CD Весов (лат. CD Librae) — одиночная переменная звезда в созвездии Весов на расстоянии (вычисленном из значения параллакса) приблизительно 186375 световых лет (около 57143 парсеков) от Солнца. Видимая звёздная величина звезды — от более +16,5m до +12,8m.

## Характеристики
CD Весов — красная пульсирующая переменная звезда, мирида (M).